# いすゞ・オンブレ
オンブレ（Hombre ）は、いすゞ自動車が販売していたピックアップトラックである。

## 概要
1996年にシボレー・S-10の姉妹車として登場。SとXSの2グレード体制だったが振るわず2000年に生産終了した。
いすゞ自動車がS-10の後継車であるコロラドの供給を受け誕生したiシリーズでピックアップ市場に再参入するまでに6年かかることとなった。

## 車名の由来
オンブレはスペイン語で「男」を意味する。